# Yosakoi

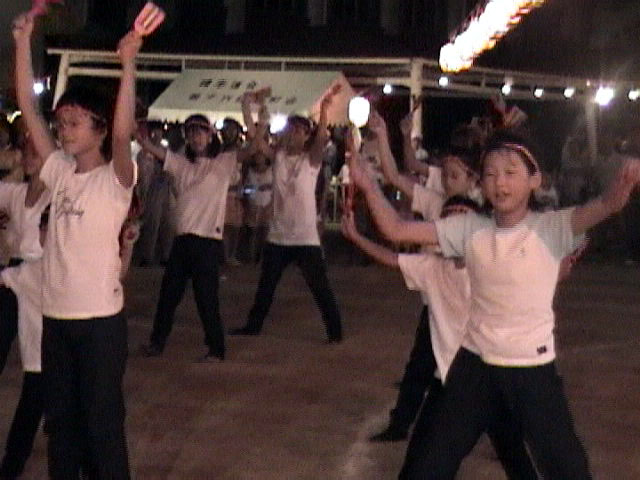
Yosakoi en la escuela primaria Enomoto, Osaka en 2005.

El Yosakoi (よさこい?) es un estilo de baile originario de Japón. Empezó a practicarse en la ciudad de Kochi en 1954. Se trata de una interpretación moderna del Awa odori, un baile tradicional de verano. En 2005, el yosakoi ya se practica en todo Japón. El estilo de baile es muy enérgico, combinando pasos de baile japoneses tradicionales con música moderna, y, normalmente, se representan coreografías interpretadas por grandes grupos. Existen escuelas de yosakoi profesionales y equipos que se preparan para representar a sus respectivos pueblos o barrios. Este baile es también una actividad común en los festivales deportivos que se celebran en los colegios e institutos de Japón. Los grupos son mixtos e incluyen a gente de casi cualquier edad. En el dialecto de la provincia de Tosa (actualmente prefectura de Kōchi), "yosakoi" viene de  Yosari (夜さり?) que significa "Por favor ven por la noche" (夜にいらっしゃい?).

## Vestuario ynaruko

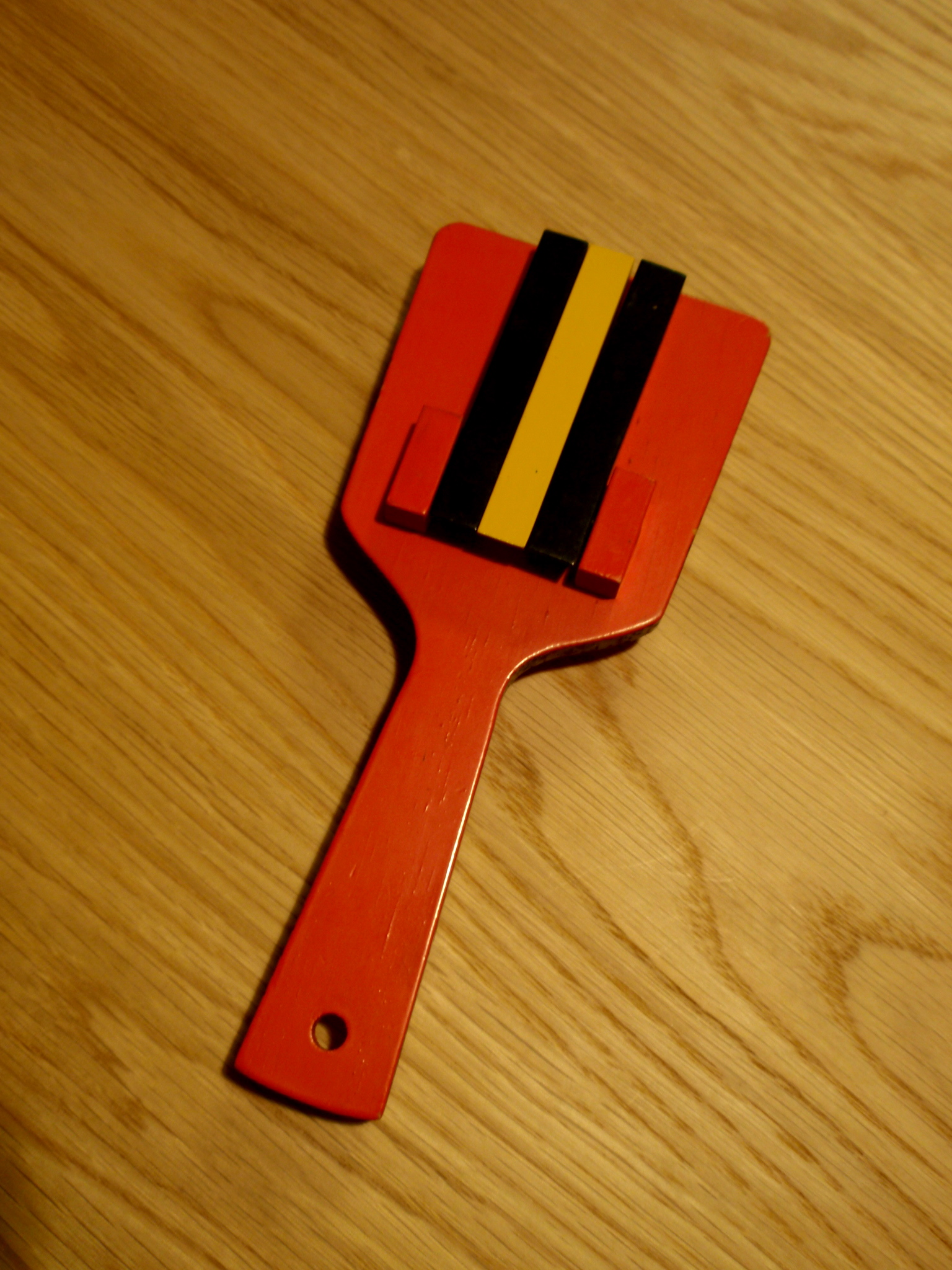
Ejemplo de naruko tradicional

Existe una gran variedad de trajes distintos usados por los equipos de yosakoi. Los trajes más utilizados son los abrigos Happi, y los yukatas, siendo estos de una amplia gama de colores. Sin embargo, algunos grupos eligen sus vestimentas sobre la base de atuendos históricos, populares, o étnicos. Todos los miembros del grupo suelen llevar atuendos similares.
Uno de los aspectos que caracterizan a la danza yosakoi es el uso del naruko, unas pequeñas tablillas de madera sostenidas en las manos de cada bailarín, haciéndolas chocar a modo de aplaudidor. El naruko tradicional fue usado en la prefectura de Kōchi  para ahuyentar a los pájaros de los campos de arroz, y consistía en dos pestañas amarillas y negras que se hacía chocar contra un cuerpo de madera o bambú. Los grupos modernos de yosakoi crean sus propios naruko, eligiendo los colores y materiales para que coincidan con su vestuario. El uso del naruko es obligatorio en la danza yosakoi, pero muchos grupos usan además algunos instrumentos de percusión como tambores, u objetos tales como banderas, abanicos o sombrillas.

## Yosakoi Naruko Odori
Una variante de la canción Yosakoi Naruko Odori (よさこい鳴子踊り lit. Baile del naruko?), escrita por Takemasa Eisaku, es usada en la danza yosakoi. Combina elementos de 3 canciones: "Yosakoi-bushi" (lit. "melodía de yosakoi"), "Yocchore" (una canción infantil), y "Jinma-mo" (una canción tradicional de la Prefectura Kōchi). En las competiciones oficiales de yosakoi de la prefectura de Kōchi es obligatorio que los equipos de yosakoi incluyan parte de esta canción en sus actuaciones, aunque no es obligatorio usarla en la mayoría de los festivales y competiciones de otras prefecturas, dejando a los equipos de yosakoi componer sus propias canciones, o requiriéndoles el uso de piezas de otras canciones tradicionales locales. El festival ocurre del 9 al 12 de agosto.

## Yosakoi Matsuri
Yosakoi Matsuri ("el festival del yosakoi") es un festival de la ciudad de Kōchi, Japón. Es el festival original del yosakoi, y se celebra anualmente cada agosto desde 1954. En este festival una multitud de equipos de yosakoi y carrozas bailan juntos el Yosakoi Naruko Odori. El número de participantes aumenta cada año, y desde 2005, 10 000 personas participan cada año en el festival.
Las reglas de la competición de yosakoi son las siguientes:
- Los participantes deben usar los naruko en la actuación.
- Se acepta cualquier composición musical, siempre y cuando contenga un fragmento de la canción Yosakoi Naruko Odori de Takemasa Eisaku.
- El límite de participantes en un solo equipo es de 150.

## Creciente popularidad del yosakoi
Desde el primer festival de yosakoi en 1954 el yosakoi ha ido adquiriendo popularidad, celebrándose varios festivales por todo Japón. Los festivales se celebran tanto en pequeños pueblos, con unos pocos equipos participando, tanto en grandes ciudades tales como el festival de yosakoi Soran en Sapporo, el segundo festival de yosakoi más grande de Japón, o Sendai, donde se celebra el festival Michinoku Yosakoi el tercero más grande del país. En 2005 unos 200 festivales de yosakoi se celebraron por todo Japón, demostrando la popularidad que está adquiriendo este estilo de baile en Japón.
La película japonesa "El puente de Harimaya" se grabó en la prefectura de Kōchi, y en ella se puede observar un buen ejemplo de baile yosakoi.
El manga y anime Hanayamata se centra también en el baile yosakoi.